# 伐木

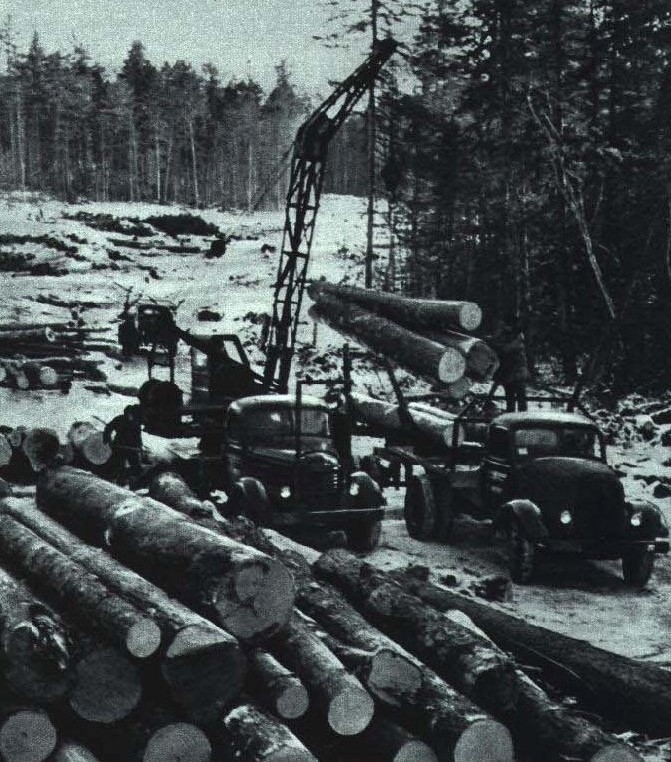
1964年 东北伐木

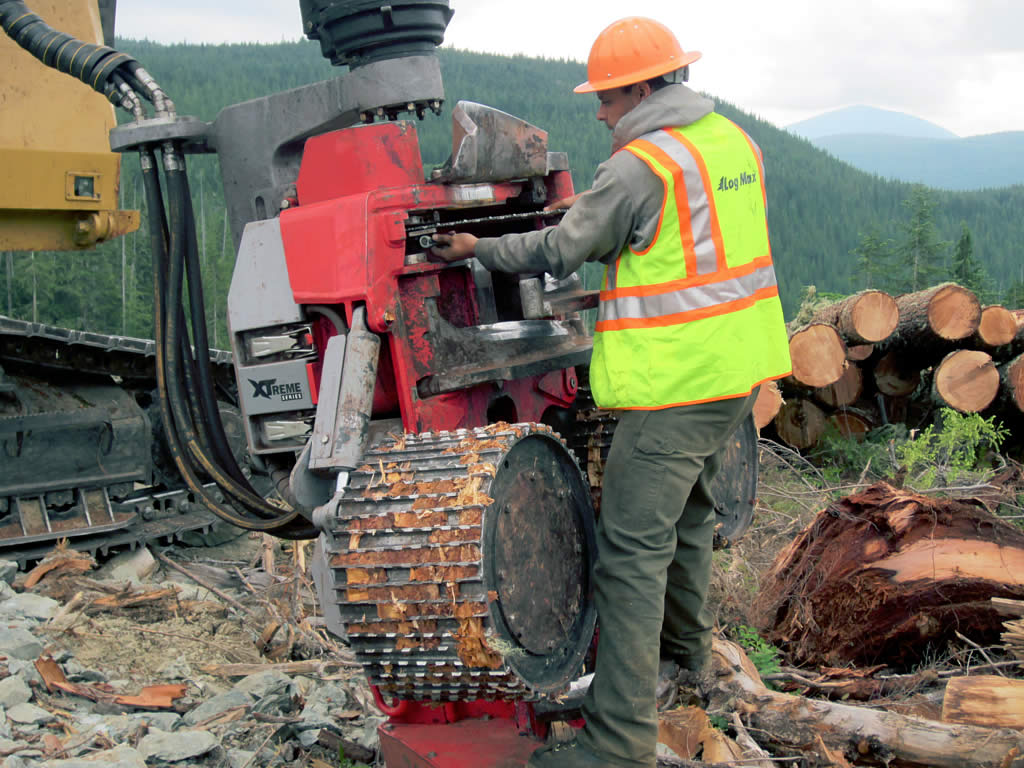
加拿大卑詩省伐木工人

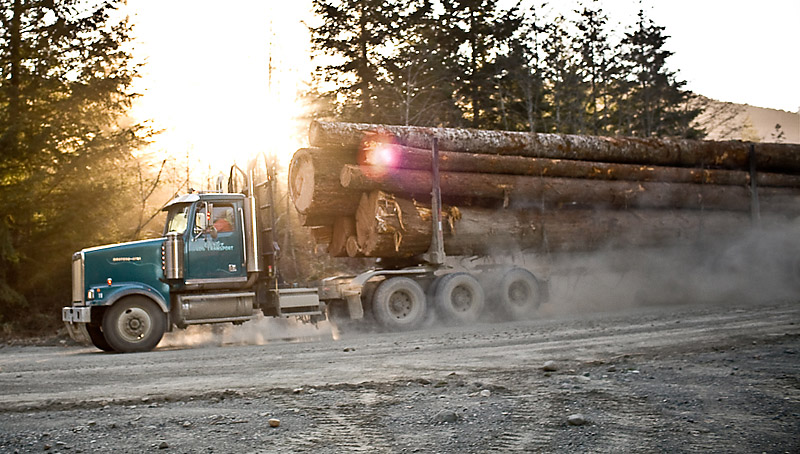
卑詩省伐木工人運送木材

伐木，泛指把樹木砍伐下來，並且把木材運往加工廠進行加工的作業流程。是最原始的人類社會勞動行為之一，屬於林業的一環。被砍伐下的原木通常會被做成木材，木材有许多的用处。另外《诗经‧小雅篇》也有一篇名为伐木的诗词。

## 目的
- 為了取得木材而砍伐。
- 為了清除有害的樹木（例如外來物種）而砍伐。
- 為了調整樹林的整體樹木數量、或控制樹林的範圍而砍伐。

## 砍伐方法
有斧頭、鋸子、電鋸、收割機等多種方法。

## 步驟
1. 選擇要砍伐的樹木；
2. 確定樹木伐倒的方向；
3. 清除樹木周邊的雜草、灌木等等；
4. 開闢運送道路；
5. 正式伐木（伐時要控制樹木倒下的方向）；
6. 木材運送。

## 運送方法
- 河流：利用河水流動的力量，把木材運往下游，使用這種方式時、會在下游設置攔截點。
- 卡車：利用卡車或其它可載貨車輛運走木材，有時會以卡車直接拖動木材。

## 安全考慮
由於伐木牽涉到龐大且笨重的木材，其工作安全性一直是各國伐木業的問題。在加拿大，卑詩省政府就於2004年9月成立了省林業安全協會（BC Forest Safety Council），通過協調業界，以推廣林業作業安全之意識。